# Urs Kunz
Urs Kunz (* 13. Januar 1974 in Wald) ist ein ehemaliger Schweizer Nordischer Kombinierer.

## Werdegang
Sein internationales Debüt gab Kunz, der für den SC am Bachel startete, im Winter 1994/95 im Rahmen des B-Weltcups der Nordischen Kombination. Nach guten ersten Ergebnissen dort wechselte er zur Saison 1995/96 in den Weltcup der Nordischen Kombination. Bereits in seiner ersten Saison erreichte er mit 190 Weltcup-Punkten Rang 38 der Gesamtwertung. Eine Saison später wurde er mit 191 Punkten am Ende 39. der Gesamtweltcup-Wertung. Mit der Saison 1997/98 bestritt er seine erfolgreichste Saison. So erreichte er in den Sprint-Weltcups von Oberwiesenthal und Ramsau am Dachstein als Dritter seine ersten und einzigen beiden Weltcup-Podestplätze. Am Ende der Saison belegte er Rang 19 der Gesamtwertung. Bei den Olympischen Winterspielen 1998 in Nagano erreichte er nach einem nur schwachen Springen und einem sehr guten Skilanglauf-Ergebnis im Einzel den 18. Platz. Im Mannschaftswettbewerb erreichte Kunz mit Marco Zarucchi, Andy Hartmann und Jean-Yves Cuendet den siebenten Platz. Bei den Schweizer Meisterschaften in der Nordischen Kombination 1998 in Langenbruck gewann er hinter Hartmann die Silbermedaille in der Einzelkonkurrenz.
Bei der Nordischen Skiweltmeisterschaft 1999 in Ramsau erreichte Kunz im Gundersen-Einzel den 30. Platz. Nachdem er mit der Mannschaft im folgenden Teamwettbewerb Platz neun erreicht hatte, belegte er auch im Sprint als 33. keine Top-Platzierung.
Ab der Saison 1999/00 musste Kunz mit deutlichen Leistungseinbussen im Weltcup kämpfen. Oftmals verpasste er gar die Punkteränge. Im französischen Les Tuffes konnte er jedoch bei den Schweizer Meisterschaften in der Nordischen Kombination 2000 seinen ersten und einzigen nationalen Titel gewinnen. Trotz dieses Erfolgs beendete er wenig später seine aktive Kombinierer-Laufbahn.
Seit dem Ende seiner aktiven Karriere arbeitet Kunz bei der Verwaltung von Wald als Sachbearbeiter in der Abteilung Raumentwicklung und Bau. Zudem ist er in seiner Freizeit als Skilehrer aktiv.

## Erfolge

### Weltcup-Statistik
Die Tabelle zeigt die erreichten Platzierungen im Einzelnen.
- Platz 1.–3.: Anzahl der Podiumsplatzierungen
- Top 10: Anzahl der Platzierungen unter den ersten zehn
- Punkteränge: Anzahl der Platzierungen innerhalb der Punkteränge
- Starts: Anzahl gelaufener Rennen in der jeweiligen Disziplin

| Platzierung                                                | Einzel a | Sprint | Massenstart | Team   | Team    | Gesamt |
| Platzierung                                                | Einzel a | Sprint | Massenstart | Sprint | Staffel | Gesamt |
| ---------------------------------------------------------- | -------- | ------ | ----------- | ------ | ------- | ------ |
| 1. Platz                                                   |          |        |             |        |         |        |
| 2. Platz                                                   |          |        |             |        |         |        |
| 3. Platz                                                   |          | 2      |             |        |         | 2      |
| Top 10                                                     |          | 2      |             |        |         | 2      |
| Punkteränge                                                |          | 2      |             |        |         | 2      |
| Starts                                                     | 3        | 4      |             |        |         | 7      |
| Stand: Karriereende (Ergebnisse bei der FIS unvollständig) |          |        |             |        |         |        |